# کازرون (روزنامه)
کازرون نام یکی از مطبوعات استان فارس در دوران پهلوی اول است.
این روزنامه از سال ۱۳۰۵ خورشیدی به وسیله عبدالله اوحدی، در شیراز به چاپ رسیده است.